# Villa Lugano
Villa Lugano är en del av en befolkad plats i Argentina.   Den ligger i provinsen Buenos Aires, i den centrala delen av landet, i huvudstaden Buenos Aires. Villa Lugano ligger 19 meter över havet och antalet invånare är 114 000.
Terrängen runt Villa Lugano är mycket platt. Runt Villa Lugano är det mycket tätbefolkat, med 6 959 invånare per kvadratkilometer.. Närmaste större samhälle är Buenos Aires, 11,4 km nordost om Villa Lugano.
Runt Villa Lugano är det i huvudsak tätbebyggt.